# Apelin
Apelin (ili APLN) je peptid koji je kod čoveka kodiran APLN genom. Apelin je endogeni ligand G-protein-spregnutog APJ receptora koji je izražen na površini pojedinih ćelijskih tipova. On je široko zastupljen u sledećim organima: srce, pluća, bubrezi, jetra, masno tkivo, gastrointestinalni trakt, mozak, adrenalne žlezde, endotel, i ljudska plazma.

## Otkriće
Apelin je peptid koji je identifikovao 1998. tim profesora M. Fujina.

## Biosinteza
Gen apelina kodira prekurzor sa 77 aminokiselina, sa signalnim peptidom na -terminalnom regionu. Nakon translokacije u endoplazmatični retikulum i odsecanja signalnog peptida, proprotein sa 55 aminokiselina može da proizvede nekoliko aktivnih fragmenta: 36 aminokiselinski peptid koji odgovara sekvenci 42-77 (apelin 36), 17 aminokiselinski peptid sekvence 61-77 (apelin 17) i 13 aminokiselinski peptid sekvence 65-77 (apelin 13). Ovaj kasniji fragment može takođe da podlegne piroglutamilaciji na nivou njegovog N-terminalnog glutaminskog ostatka.

## Literatura
1. 1 2 3  Tatemoto K, Hosoya M, Habata Y, Fujii R, Kakegawa T, Zou MX, Kawamata Y, Fukusumi S, Hinuma S, Kitada C, Kurokawa T, Onda H, Fujino M (1998). „Isolation and characterization of a novel endogenous peptide ligand for the human APJ receptor”. Biochem. Biophys. Res. Commun. 251 (2): 471—6. PMID 9792798. doi:10.1006/bbrc.1998.9489.
2. ↑  Lee DK, Cheng R, Nguyen T, Fan T, Kariyawasam AP, Liu Y, Osmond DH, George SR, O'Dowd BF (2000). „Characterization of apelin, the ligand for the APJ receptor”. J. Neurochem. 74 (1): 34—41. PMID 10617103. doi:10.1046/j.1471-4159.2000.0740034.x.
3. ↑  Szokodi I, Tavi P, Földes G, Voutilainen-Myllylä S, Ilves M, Tokola H, Pikkarainen S, Piuhola J, Rysä J, Tóth M, Ruskoaho H (2002). „Apelin, the novel endogenous ligand of the orphan receptor APJ, regulates cardiac contractility”. Circ. Res. 91 (5): 434—40. PMID 12215493. doi:10.1161/01.RES.0000033522.37861.69.
4. ↑  Kleinz MJ, Davenport AP (2005). „Emerging roles of apelin in biology and medicine”. Pharmacol. Ther. 107 (2): 198—211. PMID 15907343. doi:10.1016/j.pharmthera.2005.04.001.
5. ↑  O'Dowd BF, Heiber M, Chan A, Heng HH, Tsui LC, Kennedy JL, Shi X, Petronis A, George SR, Nguyen T (1993). „A human gene that shows identity with the gene encoding the angiotensin receptor is located on chromosome 11”. Gene. 136 (1-2): 355—60. PMID 8294032. doi:10.1016/0378-1119(93)90495-O.
6. ↑  Devic E, Paquereau L, Vernier P, Knibiehler B, Audigier Y (1996). „Expression of a new G protein-coupled receptor X-msr is associated with an endothelial lineage in Xenopus laevis”. Mech. Dev. 59 (2): 129—40. PMID 8951791. doi:10.1016/0925-4773(96)00585-0.
7. ↑  Audigier Y (07. 04. 2006). „Apelin Receptor”. UCSD-Nature Molecule Pages. Nature Publishing Group. doi:10.1038/mp.a000304.01. Архивирано из оригинала 22. 07. 2011. г. Приступљено 02. 09. 2009.
8. ↑  Mesmin C, Dubois M, Becher F, Fenaille F, Ezan E (2010). „Liquid chromatography/tandem mass spectrometry assay for the absolute quantification of the expected circulating apelin peptides in human plasma.”. Rapid Commun Mass Spectrom. 24 (19): 2875—84. PMID 20857448. doi:10.1002/rcm.4718.

## Dodatna literatura
- Lee DK, George SR, O'Dowd BF (2006). „Unravelling the roles of the apelin system: prospective therapeutic applications in heart failure and obesity”. Trends Pharmacol. Sci. 27 (4): 190—4. PMID 16530855. doi:10.1016/j.tips.2006.02.006.
- Lee DK, Saldivia VR, Nguyen T, Cheng R, George SR, O'Dowd BF (2005). „Modification of the terminal residue of apelin-13 antagonizes its hypotensive action”. Endocrinology. 146 (1): 231—6. PMID 15486224. doi:10.1210/en.2004-0359.
- Lee DK, Lança AJ, Cheng R, Nguyen T, Ji XD, Gobeil F, Chemtob S, George SR, O'Dowd BF (2004). „Agonist-independent nuclear localization of the Apelin, angiotensin AT1, and bradykinin B2 receptors”. J. Biol. Chem. 279 (9): 7901—8. PMID 14645236. doi:10.1074/jbc.M306377200.
- O'Dowd BF, Heiber M, Chan A, Heng HH, Tsui LC, Kennedy JL, Shi X, Petronis A, George SR, Nguyen T (1993). „A human gene that shows identity with the gene encoding the angiotensin receptor is located on chromosome 11”. Gene. 136 (1-2): 355—60. PMID 8294032. doi:10.1016/0378-1119(93)90495-O.
- Chun HJ, Ali ZA, Kojima Y, Kundu RK, Sheikh AY, Agrawal R, Zheng L, Leeper NJ, Pearl NE, Patterson AJ, Anderson JP, Tsao PS, Lenardo MJ, Ashley EA, Quertermous T (2008). „Apelin signaling antagonizes Ang II effects in mouse models of atherosclerosis”. The Journal of Clinical Investigation. 118 (10): 3343—54. PMC 2525695 . PMID 18769630. doi:10.1172/JCI34871.

## Spoljašnje veze
- Apelin+protein,+human на 
- „Apelin”. IUPHAR Database of Receptors and Ion Channels. International Union of Basic and Clinical Pharmacology. Архивирано из оригинала 16. 08. 2021. г.